# Olympische Sommerspiele 2004/Teilnehmer (Algerien)
| Gelbes Symbol für Goldmedaillen mit stilisierten Olympischen Ringen | Graues Symbol für Silbermedaillen mit stilisierten Olympischen Ringen | Braundes Symbol für Bronzemedaillen mit stilisierten Olympischen Ringen |
| ------------------------------------------------------------------- | --------------------------------------------------------------------- | ----------------------------------------------------------------------- |
| —                                                                   | —                                                                     | —                                                                       |

Algerien nahm bei den Olympischen Sommerspielen 2004 in der griechischen Hauptstadt Athen mit 80 Athleten teil.
Seit 1964 war es die zehnte Teilnahme eines algerischen Teams bei Olympischen Sommerspielen.

## Teilnehmer nach Sportarten

### Boxen
Männer
- Mebarek Soltani

- bis 51 kg

- Malik Bouziane

- bis 54 kg

- Hadj Belkheir

- bis 57 kg

- Fillali Nasserredine

- bis 64 kg

- Meskine Benamar

- bis 69 kg

- Kassel Nabil

- bis 75 kg

- Abdelhani Kensi

- bis 81 kg

### Fechten
Frauen
- Zahra Gamir

- Degen Einzel

- Wassila Redouane Said-Guerni

- Florett Einzel

Männer
- Sofiane el Azizi

- Florett Einzel

- Reda Benchehima

- Säbel Einzel
- Säbel Team: 9. Platz

- Nassim Islam Bernaoui

- Säbel Einzel
- Säbel Team: 9. Platz

- Raouf Salim Bernaoui

- Säbel Einzel
- Säbel Team: 9. Platz

- Abderrahmane Daidj

- Degen Einzel

### Gewichtheben
Frauen
- Ahmed Keroui

- Klasse bis 63 kg: Reißen 85 kg (8.) / Stoßen 115 kg (6.); 200 kg, Platz 7

Männer
- Nafaa Benami

- Klasse bis 56 kg: Reißen 105 kg (12.) / Stoßen –; Wettkampf nicht beendet

### Judo
Frauen
- Soraya Haddad, Superleichtgewicht (bis 48 kg)

- 1110–0000-Sieg in der ersten Runde gegen Bertille Ali aus der Zentralafrikanischen Republik
- 1000–0000-Sieg in der zweiten Runde gegen die Kubanerin Yamila Zambrano
- 0001–1101-Niederlage im Viertelfinale gegen die Japanerin Ryōko Tani
- Freilos in der ersten Hoffnungsrunde
- 0100-0101-Niederlage in der zweiten Hoffnungsrunde gegen die Griechin Maria Karagiannopoulou

- Salima Souakri, Halbleichtgewicht (bis 52 kg); Platz 5

- 0010–0001-Sieg in der ersten Runde gegen die Slowenin Petra Nareks
- 0000–0001-Niederlage in der zweiten Runde gegen die Chinesin Xian Dongmei
- Freilos in der ersten Hoffnungsrunde
- 0110–0001-Sieg in der zweiten Hoffnungsrunde gegen die Deutsche Raffaella Imbriani
- 0120–0100-Sieg in der dritten Hoffnungsrunde gegen die Rumänin Ioana Maria Aluaș
- 0000–1000-Niederlage in der Finalrunde gegen die Kubanerin Amarilis Savón

- Lila Latrous, Leichtgewicht (bis 57 kg)

- 0011–1100-Niederlage in der ersten Runde gegen die Chinesin Liu Yuxiang

- Rachida Ouer Dane, Mittelgewicht (bis 70 kg)

- 0010–0110-Niederlage in der ersten Runde gegen die Chinesin Qin Dongya

Männer
- Omar Rebahi, Superleichtgewicht (bis 60 kg)

- 0000–0001-Niederlage in der ersten Runde gegen den Kasachen Basarbek Donbai

- Amar Meridja, Halbleichtgewicht (bis 66 kg)

- 1000–0001-Sieg in der ersten Runde gegen den Ägypter Amin El Hady
- 0010–0000-Sieg in der zweiten Runde gegen den Israeli Ehud Vaks
- 0000–1001-Niederlage im Viertelfinale gegen den Slowaken Jozef Krnáč
- Freilos in der ersten Hoffnungsrunde
- 0001–0020-Niederlage in der zweiten Hoffnungsrunde gegen den Spanier Óscar Peñas García

- Nouredinne Yagoubi, Leichtgewicht (bis 73 kg)

- 1111–0000-Sieg in der ersten Runde gegen Akapei Latu aus Tonga
- 0000–1000-Niederlage in der zweiten Runde gegen Gennadiy Bilodid aus der Ukraine

- Amar Benikhlef, Halbmittelgewicht (bis 81 kg)

- 1020–0000-Sieg in der ersten Runde gegen den Ägypter Aboumedan El Sayed
- 0000–1002-Niederlage in der zweiten Runde gegen den Deutschen Florian Wanner

- Khaled Meddah, Mittelgewicht (bis 90 kg)

- 0000–1000-Niederlage in der ersten Runde gegen den Brasilianer Carlos Honorato

- Sami Belgroun, Halbschwergewicht (bis 100 kg)

- 1010–0000-Sieg in der ersten Runde gegen Ramón Ayala aus Puerto Rico
- 0001–1010-Niederlage in der zweiten Runde gegen den Georgier Iveri Jikurauli

- Mohamed Bouaichaoui, Schwergewicht (über 100 kg)

- 0010–1010-Niederlage in der ersten Runde gegen den Esten Indrek Pertelson

### Leichtathletik
Frauen
- Nasria Azaidj

- Marathon

- Nouria Merah Benida

- 1500 Meter

- Souad Aït Salem

- 5000 Meter
- 10.000 Meter

- Nahida Touhami

- 1500 Meter

- Baya Rahouli

- Dreisprung

Männer
- Khoudir Aggoune

- 5000 Meter

- Moussa Aouanouk

- 20 Kilometer Gehen

- Saïd Belhout

- Marathon

- Mustapha Bennacer

- Marathon

- Tarek Boukensa

- 1500 Meter

- Kamal Boulahfane

- 1500 Meter

- Abderrahmane Hammad

- Hochsprung

- Adem Hecini

- 400 Meter

- Mohamed Khaldi

- 1500 Meter

- Malik Louahla

- 200 Meter

- Abdelhakim Maazouz

- 3000 m Hindernis

- Nabil Madi

- 800 Meter

- Samir Moussaoui

- 5000 Meter

- Djabir Saïd-Guerni

- 800 Meter

- Ali Saïdi-Sief

- 5000 Meter

- Rachid Ziar

- Marathon

### Ringen
Männer, griechisch-römisch
- Samir Benchenaf
- Leila Françoise Lassouani

### Rudern
Männer
- Mohamed Aich
- Amina Benelhadj Djelloul
- Basma Dries
- Chaouki Dries
- Mohamed Riad Garidi

### Schwimmen
Frauen
- Sabria Dahane

- 400 m Lagen: mit 5:10,20 min im Vorlauf nicht für das Finale qualifiziert; Platz 24

Männer
- Raouf Benabid
- Sofiane Daid
- Sarah Hadj Abderrahmane
- Salim Iles
- Nabil Kebbab
- Mahrez Mebarek
- Aghiles Slimani

### Tennis
Männer, Einzel
- Lamine Ouahab

- 3:6/4:6-Niederlage in der ersten Runde gegen den Spanier Tommy Robredo

### Tischtennis
Damen, Einzel
- Leila Boucetta

- 0:4-Niederlage in der ersten Runde gegen Huang Yi-hua aus Taiwan

Damen, Doppel
- Asma Menaifi & Souad Nechab

- 2:4-Niederlage in der ersten Runde gegen Nesrine Ben Kahia & Olfa Guenni aus Tunesien

Herren, Einzel
- Mohamed Boudjadja

- 1:4-Niederlage in der ersten Runde gegen den Inder Sharath Kamal

Herren, Doppel
- Mohamed Boudjadja & Abdel Hakim Djaziri

- Freilos in der ersten Runde
- 0:4-Niederlage in der zweiten Runde gegen die Japaner Shu Arai & Ryo Yuzawa